# Werner Marginet
Werner Marginet, né le 15 mars 1962 à Grammont est un homme politique belge flamand, membre du Vlaams Belang.
Il est instituteur.

## Fonctions politiques
- conseiller communal à Lokeren (1994-)
- conseiller provincial de Flandre-Orientale (1991-2004)
- député au Parlement flamand :
  - du 6 juillet 2004 au 7 juin 2009